# Basel Adra
Basel Adra (també anomenat Basil i Al-Adra o Al-Adraa) és un activista i periodista palestí que el 2021 va ser acusat falsament d'atacar les Forces de Defensa d'Israel (FDI) i que el 2022 va ser colpejat mentre filmava la demolició d'una estructura que havien construït les FDI.

## Vida personal
Adra va néixer en una família palestina. El seu pare Nasser és originari d'At-Tuwani, municipi d'Hebron, a Cisjordània (Palestina). Viu a Masafer Yatta, Hebron.

## Carrera i activisme
L'Adra és activista i fotògraf voluntari de B'Tselem, una organització no governamental (ONG) israeliana. A més, treballa com a periodista per a publicacions en línia com +972 Magazine i Local Call.
El 2021, Adra va ser acusada falsament de calar foc a un edifici a la zona dels turons d'Hebron, a Cisjordània, amb el suposat objectiu d'atacar les Forces de Defensa d'Israel (IDF). El 8 de maig de 2022, va ser colpejat per les forces de les FDI mentre informava sobre els soldats de les FDI que desmantellaven una estructura que havien construït aquests soldats.
El febrer de 2024, la pel·lícula No Other Land sobre la situació de Masafer Yatta que codirigia es va estrenar al 74è Festival Internacional de Cinema de Berlín guanyant el premi al millor documental a la Berlinale.